# Championnats du monde de cyclisme sur route 2012
Navigation
Copenhague 2011 Florence 2013
Les Championnats du monde de cyclisme sur route 2012 se sont déroulés du 15 au 23 septembre 2012 dans la province de Limbourg, aux Pays-Bas.
Pour la première fois depuis 1994, les championnats du monde du contre-la-montre par équipes sont organisés. Mais pour la première fois, ils sont réservés aux équipes de marques professionnelles.
Ces championnats sont organisés par la province de Limbourg, en collaboration avec huit municipalités du Limbourg. Le Cauberg à Fauquemont qui est emprunté chaque année par l'Amstel Gold Race, est le lieu d'arrivée de toutes les courses, à l'exception du contre-la-montre junior féminin. Le départ a lieu alternativement à Beek, Eijsden-Margraten, Heerlen, Maastricht et Sittard-Geleen. En 1938, 1948, 1979 et 1998, Fauquemont-sur-Gueule avait déjà accueilli les championnats du monde.
Avec ces compétitions supplémentaires, les championnats ont lieu sur deux semaines (neuf jours) et comprennent également une cérémonie d'ouverture et une cyclosportive.

## Programme des épreuves
| Dimanche 16 septembre - Femmes - Par équipes UCI : 34,2 km - Hommes - Par équipes UCI : 53,2 km Lundi 17 septembre - Hommes - Juniors : 26,6 km - Hommes - Moins de 23 ans : 36 km Mardi 18 septembre - Femmes - Juniors : 15,6 km - Femmes - Élites : 24,3 km Mercredi 19 septembre - Hommes - Élites : 45,7 km | Vendredi 21 septembre - Femmes - Juniors : 65 km Samedi 22 septembre - Hommes - Moins de 23 ans : 161 km - Femmes - Élites : 129 km Dimanche 23 septembre - Hommes - Juniors : 129 km - Hommes - Élites : 267 km |

## Calendrier
| C | Course |

| Évènements            | Évènements            | Évènements            | Calendrier | Calendrier | Calendrier | Calendrier | Calendrier | Calendrier | Calendrier | Calendrier | Calendrier |
| Évènements            | Évènements            | Évènements            | 15         | 16         | 17         | 18         | 19         | 20         | 21         | 22         | 23         |
| Évènements            | Évènements            | Évènements            | Septembre  |            |            |            |            |            |            |            |            |
| Cérémonie d'ouverture | Cérémonie d'ouverture | Cérémonie d'ouverture | •1.5       |            |            |            |            |            |            |            |            |
|                       |                       |                       |            |            |            |            |            |            |            |            |            |
| Hommes                |                       |                       |            |            |            |            |            |            |            |            |            |
| Par équipes UCI       | Contre-la-montre      |                       | C          |            |            |            |            |            |            |            |            |
| Élites                | Course en ligne       |                       |            |            |            |            |            |            |            | C          |            |
| Élites                | Contre-la-montre      |                       |            |            |            | C          |            |            |            |            |            |
| Moins de 23 ans       | Course en ligne       |                       |            |            |            |            |            |            | C          |            |            |
| Moins de 23 ans       | Contre-la-montre      |                       |            | C          |            |            |            |            |            |            |            |
| Juniors               | Course en ligne       |                       |            |            |            |            |            |            |            | C          |            |
| Juniors               | Contre-la-montre      |                       |            | C          |            |            |            |            |            |            |            |
|                       |                       |                       |            |            |            |            |            |            |            |            |            |
| Femmes                |                       |                       |            |            |            |            |            |            |            |            |            |
| Par équipes UCI       | Contre-la-montre      |                       | C          |            |            |            |            |            |            |            |            |
| Élites                | Course en ligne       |                       |            |            |            |            |            |            | C          |            |            |
| Élites                | Contre-la-montre      |                       |            |            | C          |            |            |            |            |            |            |
| Juniors               | Course en ligne       |                       |            |            |            |            |            | C          |            |            |            |
| Juniors               | Contre-la-montre      |                       |            |            | C          |            |            |            |            |            |            |
|                       |                       |                       |            |            |            |            |            |            |            |            |            |

## Podiums

### Épreuves masculines
| Épreuves                             | Or                                                                                    | Or | Or              | Argent                                                                                              | Argent | Argent | Bronze                                                                             | Bronze | Bronze     |
| ------------------------------------ | ------------------------------------------------------------------------------------- | -- | --------------- | --------------------------------------------------------------------------------------------------- | ------ | ------ | ---------------------------------------------------------------------------------- | ------ | ---------- |
| Élites                               |                                                                                       |    |                 | |        |        |                                                                                    |        |            |
| Course en ligne Résultats détaillés  | Philippe Gilbert Belgique                                                             | en | 6 h 10 min 41 s | Edvald Boasson Hagen Norvège                                                                        | +      | 4 s    | Alejandro Valverde Espagne                                                         | +      | 5 s        |
| Contre-la-montre Résultats détaillés | Tony Martin Allemagne                                                                 | en | 58 min 38 s     | Taylor Phinney États-Unis                                                                           | +      | 5 s    | Vasil Kiryienka Biélorussie                                                        | +      | 1 min 44 s |
| Par équipes UCI                      |                                                                                       |    |                 | |        |        |                                                                                    |        |            |
| Contre-la-montre Résultats détaillés | Omega Pharma-Quick Step                                                               | en | 1 h 3 min 17 s  | BMC Racing                                                                                          | +      | 3 s    | Orica-GreenEDGE                                                                    | +      | 47 s       |
| Contre-la-montre Résultats détaillés | Tom Boonen Sylvain Chavanel Tony Martin Niki Terpstra Kristof Vandewalle Peter Velits | en | 1 h 3 min 17 s  | Alessandro Ballan Philippe Gilbert Taylor Phinney Marco Pinotti Manuel Quinziato Tejay van Garderen | +      | 3 s    | Sam Bewley Luke Durbridge Sebastian Langeveld Cameron Meyer Jens Mouris Svein Tuft | +      | 47 s       |
| Moins de 23 ans                      |                                                                                       |    |                 | |        |        |                                                                                    |        |            |
| Course en ligne Résultats détaillés  | Alexey Lutsenko Kazakhstan                                                            | en | 4 h 20 min 15 s | Bryan Coquard France                                                                                | +      | 0 s    | Tom Van Asbroeck Belgique                                                          | +      | 0 s        |
| Contre-la-montre Résultats détaillés | Anton Vorobyev Russie                                                                 | en | 44 min 9 s      | Rohan Dennis Australie                                                                              | +      | 44 s   | Damien Howson Australie                                                            | +      | 51 s       |
| Juniors                              |                                                                                       |    |                 | |        |        |                                                                                    |        |            |
| Course en ligne Résultats détaillés  | Matej Mohorič Slovénie                                                                | en | 3 h 00 min 45 s | Caleb Ewan Australie                                                                                | +      | 0 s    | Josip Rumac Croatie                                                                | +      | 0 s        |
| Contre-la-montre Résultats détaillés | Oskar Svendsen Norvège                                                                | en | 35 min 34 s     | Matej Mohorič Slovénie                                                                              | +      | 7 s    | Maximilian Schachmann Allemagne                                                    | +      | 11 s       |

### Épreuves féminines
| Épreuves                             | Or                                                                                              | Or | Or              | Argent                                                                                 | Argent | Argent | Bronze                                                                        | Bronze | Bronze     |
| ------------------------------------ | ----------------------------------------------------------------------------------------------- | -- | --------------- | -------------------------------------------------------------------------------------- | ------ | ------ | ----------------------------------------------------------------------------- | ------ | ---------- |
| Élites                               |                                                                                                 |    |                 |                                                                                        |        |        |                                                                               |        |            |
| Course en ligne Résultats détaillés  | Marianne Vos Pays-Bas                                                                           | en | 3 h 14 min 29 s | Rachel Neylan Australie                                                                | +      | 10 s   | Elisa Longo Borghini Italie                                                   | +      | 18 s       |
| Contre-la-montre Résultats détaillés | Judith Arndt Allemagne                                                                          | en | 32 min 26 s     | Evelyn Stevens États-Unis                                                              | +      | 33 s   | Linda Villumsen Nouvelle-Zélande                                              | +      | 40 s       |
| Par équipes UCI                      |                                                                                                 |    |                 |                                                                                        |        |        |                                                                               |        |            |
| Contre-la-montre Résultats détaillés | Specialized-Lululemon                                                                           | en | 46 min 31 s     | Orica-AIS                                                                              | +      | 24 s   | AA-Drink-Leontien.nl                                                          | +      | 1 min 59 s |
| Contre-la-montre Résultats détaillés | Trixi Worrack Eleonora van Dijk Ina-Yoko Teutenberg Evelyn Stevens Amber Neben Charlotte Becker | en | 46 min 31 s     | Judith Arndt Shara Gillow Loes Gunnewijk Melissa Hoskins Alexis Rhodes Linda Villumsen | +      | 24 s   | Kirsten Wild Emma Pooley Sharon Laws Jessie Daams Lucinda Brand Chantal Blaak | +      | 1 min 59 s |
| Juniors                              |                                                                                                 |    |                 |                                                                                        |        |        |                                                                               |        |            |
| Course en ligne Résultats détaillés  | Lucy Garner Royaume-Uni                                                                         | en | 2 h 11 min 26 s | Eline Gleditsch Brustad Norvège                                                        | +      | 0 s    | Anna Zita Maria Stricker Italie                                               | +      | 0 s        |
| Contre-la-montre Résultats détaillés | Elinor Barker Royaume-Uni                                                                       | en | 22 min 26 s     | Cecilie Uttrup Ludwig Danemark                                                         | +      | 35 s   | Demi de Jong Pays-Bas                                                         | +      | 1 min 3 s  |

## Tableau des médailles
| Rang  | Nation           | Or | Argent | Bronze | Total |
| ----- | ---------------- | -- | ------ | ------ | ----- |
| 1     | Allemagne        | 2  | 0      | 1      | 3     |
| 2     | Royaume-Uni      | 2  | 0      | 0      | 2     |
| 3     | Norvège          | 1  | 2      | 0      | 3     |
| 4     | Slovénie         | 1  | 1      | 0      | 2     |
| 5     | Belgique         | 1  | 0      | 1      | 2     |
| 5     | Pays-Bas         | 1  | 0      | 1      | 2     |
| 7     | Kazakhstan       | 1  | 0      | 0      | 1     |
| 7     | Russie           | 1  | 0      | 0      | 1     |
| 9     | Australie        | 0  | 3      | 1      | 4     |
| 10    | États-Unis       | 0  | 2      | 0      | 2     |
| 11    | Danemark         | 0  | 1      | 0      | 1     |
| 11    | France           | 0  | 1      | 0      | 1     |
| 13    | Italie           | 0  | 0      | 2      | 2     |
| 14    | Biélorussie      | 0  | 0      | 1      | 1     |
| 14    | Croatie          | 0  | 0      | 1      | 1     |
| 14    | Espagne          | 0  | 0      | 1      | 1     |
| 14    | Nouvelle-Zélande | 0  | 0      | 1      | 1     |
| Total | Total            | 10 | 10     | 10     | 30    |

Note : Les médailles des épreuves de contre-la-montre par équipes de marques, récompensant au sein de chaque équipe des coureurs et coureuses de différentes nationalités, ne sont pas comptabilisées dans ce tableau